# Listă de filme britanice din 1999
Aceasta este o listă de filme britanice din 1999:

## Lista
| 1999                               |                                               | |                  |                                                          |
| 8½ Women                           | Peter Greenaway                               | John Standing | Drama            | Entered into the 1999 Cannes Film Festival               |
| All the Little Animals             | Jeremy Thomas                                 | John Hurt, Christian Bale | Adventure        |                                                          |
| Ashes to Ashes                     | Wayne Gerard Trotman                          | Gary Cameron, Jason Ninh Cao, Keith McCoy                                                                                          | Action           | Independent film set in London                           |
| Beautiful People                   | Jasmin Dizdar                                 | Rosalind Ayres, Julian Firth | Comedy           |                                                          |
| The Clandestine Marriage           | Christopher Miles                             | Nigel Hawthorne, Joan Collins | Comedy           | Based on the play The Clandestine Marriage               |
| Cotton Mary                        | Ismail Merchant, Madhur Jaffrey               | Greta Scacchi, James Wilby | Drama            |                                                          |
| The Criminal                       | Julian Simpson                                | Steven Mackintosh, Eddie Izzard, Natasha Little                                                                                    | Thriller         |                                                          |
| Darkness Falls                     | Gerry Lively                                  | Sherilyn Fenn, Ray Winstone | Drama            |                                                          |
| The Debt Collector                 | Anthony Neilson                               | Billy Connolly, Ken Stott, Francesca Annis                                                                                         | Thriller         |                                                          |
| Dreaming of Joseph Lees            | Eric Styles                                   | Rupert Graves, Samantha Morton | Romance/Drama    |                                                          |
| The Duke                           | Philip Spink                                  | John Neville, James Doohan, Courtnee Draper                                                                                        | Comedy drama     |                                                          |
| East Is East                       | Damien O'Donnell                              | Om Puri, Linda Bassett | Comedy           |                                                          |
| The End of the Affair              | Neil Jordan                                   | Ralph Fiennes, Julianne Moore, Stephen Rea                                                                                         | Romantic drama   |                                                          |
| Eyes Wide Shut                     | Stanley Kubrick                               | Tom Cruise, Nicole Kidman, Sydney Pollack                                                                                          | Drama            | Kubrick's final film                                     |
| Faeries                            | Gary Hurst                                    | Kate Winslet, Jeremy Irons | Animated fantasy |                                                          |
| Fanny and Elvis                    | Kay Mellor                                    | Kerry Fox, Ray Winstone | Comedy           |                                                          |
| Felicia's Journey                  | Atom Egoyan                                   | Bob Hoskins, Elaine Cassidy | Drama            |                                                          |
| G:MT - Greenwich Mean Time         | John Strickland                               | Steve John Shepherd, Ben Waters | Drama            |                                                          |
| Gregory's Two Girls                | Bill Forsyth                                  | John Gordon Sinclair, Carly McKinnon                                                                                               | Romance/Comedy   |                                                          |
| Grey Owl                           | Richard Attenborough                          | Pierce Brosnan | Biopic           |                                                          |
| Guest House Paradiso               | Adrian Edmondson                              | Rik Mayall, Adrian Edmondson, Vincent Cassel, Hélène Mahieu, Bill Nighy, Simon Pegg, Fenella Fielding, Lisa Palfrey, Kate Ashfield | Comedy/Slapstick |                                                          |
| Human Traffic                      | Justin Kerrigan                               | John Simm, Danny Dyer | Comedy           |                                                          |
| An Ideal Husband                   | Oliver Parker                                 | Cate Blanchett, Julianne Moore, Jeremy Northam                                                                                     | Comedy           | Based on the play by Oscar Wilde                         |
| The Last September                 | Deborah Warner                                | Maggie Smith, Michael Gambon | Drama            |                                                          |
| The Loss of Sexual Innocence       | Mike Figgis                                   | Julian Sands, Saffron Burrows | Drama            |                                                          |
| Mad Cows                           | Sara Sugarman                                 | Anna Friel, Joanna Lumley | Comedy           |                                                          |
| Mansfield Park                     | Patricia Rozema                               | Frances O'Connor, Jonny Lee Miller                                                                                                 | Romantic drama   |                                                          |
| Milk                               | William Brookfield                            | James Fleet, Phyllida Law | Comedy           |                                                          |
| Miss Julie                         | Mike Figgis                                   | Saffron Burrows, Peter Mullan | Drama            |                                                          |
| My Life So Far                     | Hugh Hudson                                   | Colin Firth, Rosemary Harris | Comedy           |                                                          |
| Notting Hill                       | Roger Michell                                 | Julia Roberts, Hugh Grant | Romance          |                                                          |
| Onegin                             | Martha Fiennes                                | Ralph Fiennes, Liv Tyler, Toby Stephens                                                                                            | Drama            |                                                          |
| Parting Shots                      | Michael Winner                                | Chris Rea, Felicity Kendal, Bob Hoskins                                                                                            | Comedy/Crime     |                                                          |
| Plunkett & Macleane                | Jake Scott                                    | Robert Carlyle, Jonny Lee Miller                                                                                                   | Historical/Crime |                                                          |
| Ratcatcher                         | Lynne Ramsay                                  | Tommy Flanagan, William Eadie | Drama            |                                                          |
| Reflections                        | Pogus Caesar                                  | Martina Mavis Clark, James Herbert, Edwin Ho                                                                                       | Documentary      |                                                          |
| Rogue Trader                       | James Dearden                                 | Ewan McGregor, Anna Friel, Tim McInnerny                                                                                           | Drama            |                                                          |
| A Room for Romeo Brass             | Shane Meadows                                 | Martin Arrowsmith, Dave Blant | Drama            |                                                          |
| Sacred Flesh                       | Nigel Wingrove                                | Sally Tremaine, Moyna Cope | Sexploitation    |                                                          |
| Simon Magus                        | Ben Hopkins                                   | |                  | Entered into the 49th Berlin International Film Festival |
| Splendor                           | Gregg Araki                                   | Kathleen Robertson, Johnathon Schaech                                                                                              | Comedy           | Co-production with the United States                     |
| Tea with Mussolini                 | Franco Zeffirelli                             | Joan Plowright, Cher, Judi Dench                                                                                                   | Drama            |                                                          |
| This Year's Love                   | David Kane                                    | Dougray Scott, Jennifer Ehle, Ian Hart                                                                                             | Comedy           |                                                          |
| Titus                              | Julie Taymor                                  | Anthony Hopkins, Jessica Lange, Alan Cumming                                                                                       | Shakespearean    |                                                          |
| To Walk with Lions                 | Carl Schultz                                  | Richard Harris, John Michie | Adventure        |                                                          |
| Tom's Midnight Garden              | Willard Carroll                               | Nigel Le Vaillant, Marlene Sidaway                                                                                                 | Fantasy          |                                                          |
| Topsy-Turvy                        | Mike Leigh                                    | Jim Broadbent, Allan Corduner | Biography/Drama  |                                                          |
| The Trench                         | William Boyd                                  | Paul Nicholls, Tam Williams, Daniel Craig                                                                                          | World War I      |                                                          |
| Tube Tales                         | Stephen Hopkins, Charles McDougall and others | Ray Winstone, Liz Smith | Drama/Anthology  |                                                          |
| The War Zone                       | Tim Roth                                      | Ray Winstone, Lara Belmont | Drama            |                                                          |
| Whatever Happened to Harold Smith? | Peter Hewitt                                  | Tom Courtenay, Michael Legge, Laura Fraser                                                                                         | Comedy           |                                                          |
| The Winslow Boy                    | David Mamet                                   | Nigel Hawthorne, Rebecca Pidgeon, Jeremy Northam, Gemma Jones                                                                      | Drama            | Previously filmed in 1949, screened at Cannes            |
| With or Without You                | Michael Winterbottom                          | Christopher Eccleston, Dervla Kirwan                                                                                               | Drama            |                                                          |
| Wonderland                         | Michael Winterbottom                          | Shirley Henderson, Gina McKee, Molly Parker                                                                                        | Drama            | Entered into the 1999 Cannes Film Festival               |
| The World Is Not Enough            | Michael Apted                                 | Pierce Brosnan, Sophie Marceau, Robert Carlyle                                                                                     | Spy/Action       |                                                          |